# Giovanni Bocco
Giovanni Bocco (Caracas, 25 maggio 1956) è un giornalista e scrittore italiano.

## Biografia
Si laurea con lode all'Università di Napoli Federico II in Filosofia Morale con Aldo Masullo, con una tesi su Spinoza. Ha fondato e diretto dal 1983 al 1987 la rivista di politica e cultura Zadig. Diventa professionista al Giornale di Napoli.
Nel 1988 approda in Rai, al TG1, agli Esteri, dove diventa corrispondente di guerra. Era l'unico giornalista presente alla Battaglia del Pastificio al Checkpoint Pasta di Mogadiscio in Somalia, il 2 luglio 1993, insieme a Mauro Maurizi. In quegli anni è anche in Bosnia con Miran Hrovatin. Inviato permanente in Medio Oriente dal 1994 al 2001, segue in Israele i momenti più significativi del conflitto israelo-palestinese, il ritorno di Arafat a Gaza e Gerico e la fase dell'autonomia, il terrorismo islamico, tutte le crisi tra Iraq e Stati Uniti, con Norberto Sanna, e poi, l'Algeria, la Serbia, l'Albania, l'Iran, l'Indonesia.
Nel 2002 è autore e conduttore del programma I grandi avventurieri. Lawrence d'Arabia, per Rai 2. Corrispondente Rai da Bruxelles nel biennio 2004-2005, segue la politica europea nella fase dell'allargamento e della Costituzione.
Nel gennaio 2006 è nominato corrispondente Rai dalla Francia, e da Parigi racconta la rivolta delle Banlieu e poi i principali avvenimenti, per i telegiornali e la radio. Rientrato in Italia nel 2011, è a disposizione del Direttore del TG1. Negli ultimi anni si è dedicato prevalentemente a due argomenti: la crisi venezuelana, e l’emigrazione italiana nel mondo. Sul Venezuela, ha realizzato decine di servizi al TG1, e due approfondimenti di grande eco e successo: Venezuela Anno Zero, per Speciale TG1, e Il ponte della speranza, per TV7, dedicato all’esodo venezuelano in Colombia. Sull’emigrazione italiana, per Speciale TG1, ha fatto reportages sull’Argentina, sugli Stati Uniti e sull’Australia, sviluppando la tematica della Civilizzazione italica e degli Italici. Collabora con Piero Bassetti e con la Fondazione Giannino Bassetti.
Nella sua carriera ha realizzato circa quattromila servizi televisivi per il TG1.
Nel 2022 ha realizzato per Tv 2000 il reportage Li chiamano caminantes, dedicato all'esodo venezuelano,per la regia di Oreste Bocco, prodotto da Urbivision, che ha vinto il premio internazionale per la filmografia cattolica di Mentone.
È autore, tra l'altro, per Aut-Aut, del saggio L'enigma della sfera in Baruch Spinoza e del romanzo Il manoscritto di Italicus per Rubbettino, 2021. Collabora a riviste italiane e internazionali.

## Opere
- Giovanni Bocco, L'enigma della sfera in Baruch Spinoza. Saggio sulla genealogia dell'adeguazione, collana:, Firenze, Aut-Aut, 1984. La Nuova Italia.
- Giovanni Bocco, Il manoscritto di Italicus. Rubbettino, Giugno 2021

| Controllo di autorità | SBN BVEV278347 |